# Delgado (apellido)
Delgado es un apellido oriundo de España, cuyo linaje procede de Castilla, oriundo de las montañas de Santander, muy extendido por la península, cuya antigüedad se remonta a los primeros tiempos de la Reconquista. Incluso algunos datos, lo podrían situar en el grupo de los apellidos más antiguos, aquellos adaptados o formados durante los tiempos oscuros en que se formó la lengua castellana.
Probó Nobleza en las Órdenes de Santiago (1689, 1699, 1718, 1771), Calatrava (1718) y Carlos III (1817) en la Real Compañía de Guardias Marinas (1753) y numerosas veces en la sala de Hijosdalgo de la Real Chancillería de Valladolid.
Del apellido Delgado, derivó el linaje de los Delgadillo (de las Montañas de León) con escudo de armas propio.

## Linaje e Historia
Su origen hay que buscarlo en las Montañas de Santander y que fue extendiéndose por toda la Península. Las Crónicas antiguas citan a varios caballeros de este apellido que se destacaron por sus hazañas y actos de valor en la lucha contra los invasores árabes.
Es muy posible que los antecedentes más remotos, se remonten a la época del rey Pelayo y que el apellido Delgado venga de algún mote o apodo, hecho sumamente generalizado en los tiempos de referencia.
El tratadista Francisco Lozano dice sobre este apellido:

Delgado que en Santander gozaron de privilegios de los reyes Alfonso VII y Sancho II, añadiendo que la fama por sus hechos bélicos de los Caballeros Cosme Delgado y Ruy Delgado, así como Arthur Delgado, les hicieron ser considerados como azote de la morisca. Que los caballeros con este apellido se distinguieron por su dureza contra las huestes sarracenas, es evidente y basta con apelar al cronista Mendoza que afirma que Baltasar Delgado, al hacer prisionero al moro Muza que pretendía asaltar Caspe, lo trató con suma crueldad, castigándole fieramente.

Otro personaje célebre de este apellido fue el doctor Francisco Delgado, Obispo de Lugo que se hizo famoso no sólo en el campo de la religión y las letras, sino también como hombre de armas en las que era sumamente diestro. De él se citan numerosos hechos en los que se comportó como esforzado guerrero.
En la provincia de Santander hubo casas de este apellido en el Valle de Toranzo en el lugar de Villaseril, en la ciudad de Santander y en la Villa de Laredo, con lo que queda plenamente demostrado su origen santanderino. Y fue de estas casas de Santander de donde partieron las líneas que primero pasaron a León y luego se fueron extendiendo por toda la península.
Los Delgado de origen gallego tienen los principales solares en Rubia, Verín, Ourense y O Barco de Valdeorras.
El apellido Delgado probó repetidas veces sus noblezas en las Órdenes Militares de Santiago, Calatrava y Carlos III.

## Otras versiones y descripción delescudo de armas

Blasonamiento: En campo de azur, siete estrellas de oro puestas en palo de a cuatro y una en punta. Bordura de gules, con siete calderas de oro, la salutación angélica Ave Maria Gratia Plena.
En campo de gules, una letra D de oro, con unas flores de plata, bordura de plata y, en letras de azur, la salutación angélica "Ave María gratia plena". En campo de azur una cruz llana de oro.
En campo de azur, una cruz llana en oro.
La casa de Laredo (Cantabria) según Fray Francisco Lozano, ostentó: Escudo partido: 1º, en campo de plata, cinco armiños, de sable, puestos en sotuer, y 2º, en campo de gules, tres fajas, de oro; bordura general de oro.

## Datos curiosos
1. Apellido 395.º más común en el Mundo[2]
2. Es más frecuente en México y tiene una mayor densidad en Cabo Verde.
3. Es el 46.º apellido hispano más común.
4. El apellido Delgado también puede aparecer escrito de otras formas, como Delgato, Delgardo, Delgadillo, Delegado, Delagado.
5. En Estados Unidos es común encontrar la variante Delgato de este apellido, especialmente en California, Florida y Nueva York.

## Personas notables con el apellido Delgado
- Adrián Delgado, actor venezolano
- Agustín Delgado (nacido en 1974), futbolista ecuatoriano
- Aidan Delgado, objetor de conciencia estadounidense y activista contra la guerra
- Alberto Delgado Pérez (Wikipedia (en inglés)), futbolista cubano.
- Alberto Delgado, jinete de Puerto Pico.
- Álex Delgado, jugador de béisbol venezolano.
- Álvaro Delgado Gómez, periodista y escritor mexicano.
- Ángel Delgado (nacido en 1994), beisbolista dominicano.
- Anita Delgado, bailarina de flamenco española.
- Antonio Delgado, Político de New York
- Ayax Delgado, estudiante activista nicaragüense
- Camilo Delgado, Fundador de 40CERO